# Borstelkruinspreeuw
De borstelkruinspreeuw (Onychognathus salvadorii) is een vogelsoort uit de familie Sturnidae.

## Verspreiding en leefgebied
Deze soort komt voor in Ethiopië, Kenia, Somalië en Oeganda.